# Spielzeit (Film)
Spielzeit (internationaler Titel: Playtime) ist ein deutscher Kurzfilm des US-amerikanischen Regisseurs Lucas Mireles aus dem Jahr 2012.

## Handlung

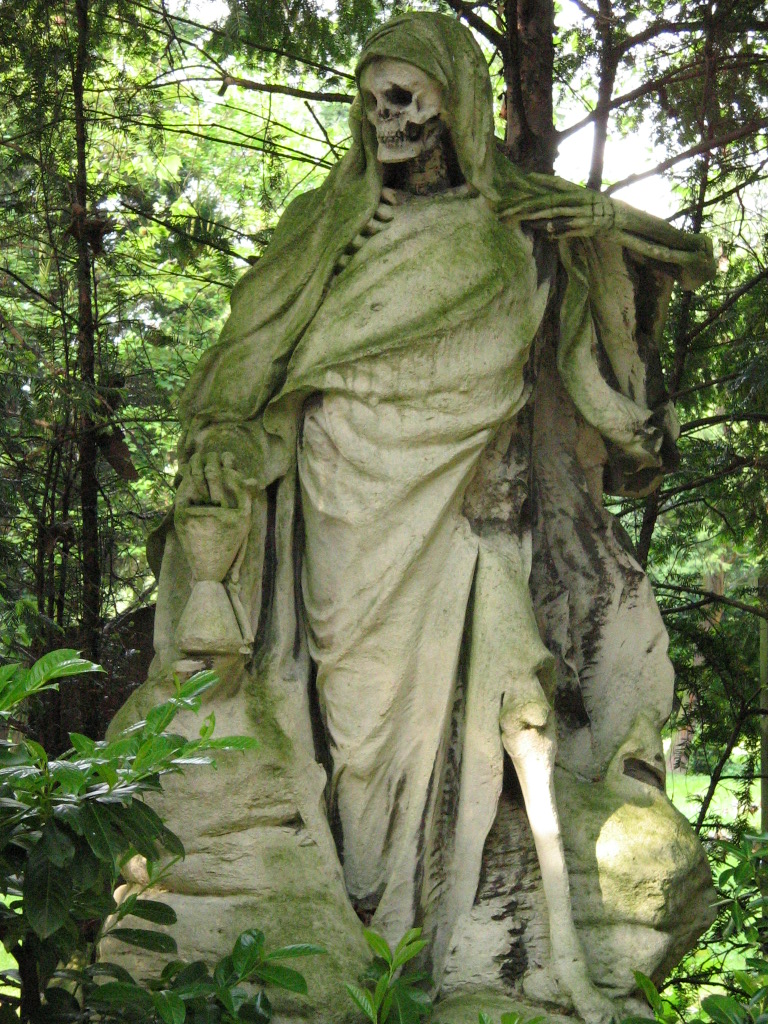
Motiv im Film: „Der Sensemann“ von dem Bildhauer August Schmiemann.

In drei Episoden erzählt der Film das Leben von Menschen am Sonntag in Köln.
Jan wartet am Ufer des Rheins auf sein Date Matilda, die allerdings zu spät und nicht alleine kommt. Sie möchte Jan zu einem Flotten Dreier mit ihr und Andy überreden, was der allerdings ausschlägt.
Als Andy und Matilda an einem „ruhigen Plätzchen“ in der Nähe des Paschas ankommen, um in einer Lagerhalle Sex zu haben, werden sie von einer Gruppe Jungs gestört. Deren Fußballspielen bringt Andy in Rage. Nach weiteren Provokationen durch die Jungs verfolgt Andy sie, verliert allerdings ihre Spur.
Auf dem Melaten-Friedhof splitten sich die Jungs auf. Tim entdeckt die uralten Skulpturen – unter anderen „Der Sensemann“ von dem Bildhauer August Schmiemann – und lässt sich von Trompetenmusik leiten, um seine Freunde wiederzufinden.

## Hintergrund
Der Film wurde im Sommer 2010 in Köln gedreht. Die mit Mitteln der Staatskanzlei des Landes Nordrhein-Westfalen finanzierte Produktion entstand in einer Kooperation der Internationalen Filmschule Köln und der University of California, Los Angeles. In dieser Kooperation entstanden drei weitere Kurzfilme, die mit Spielzeit zu der Kompilation „People on Sunday 2010“ zusammengefasst wurden – eine Hommage an Billy Wilders erste Filmarbeit Menschen am Sonntag aus dem Jahr 1930.

## Rezeption
Seine Premiere feierte der Film am 21. Januar 2012 im Rahmen des Sundance Film Festivals 2012 in Park City, Utah. Spielzeit war einer von 64 Filmen die aus 7.675 Einreichungen ausgewählt wurden und neben der Kurz-Doku Into the Middle of Nowhere der einzige deutsche Beitrag 2012. Spielzeit war in der Kategorie „Bester internationaler Kurzfilm“ nominiert.